# Endrefalva
Endrefalva (szlovákul: Ondrejovce) község Nógrád vármegyében, a Szécsényi járásban.

## Fekvése
A Novohrad-Nógrád UNESCO Globális Geopark részét képező Endrefalva Szécsény északkeleti szomszédságában helyezkedik el, a várostól 7 kilométerre. Különálló településrésze Babat, mely a központjától mintegy 1 kilométerre keletre fekszik.

### Megközelítése
Csak közúton érhető el, Szécsény és Salgótarján felől a 22-es főúton, Ludányhalászi felől pedig a 2207-es úton. Északi irányból két közvetlen szomszédja is zsáktelepülés, melyek közúton csak innen érhetők el: Szécsényfelfaluba a központjában kiágazó 22 106-os, Pilinybe pedig a Babat nyugati szélén induló 22 107-es számú mellékút vezet a községből.
A települést érintő helyközi autóbuszvonalakː 1010, 3072, 3080, 3081, 3082.

## Története
Endrefalva eredetileg a Záh nemzetség ősi birtokai közé tartozott, mely Záh Felicián merénylete következtében a koronára szállt, majd I. Károly király 1332-ben az Ákos nemzetségbeli Cselen fia Sándor fia Jánosnak adományozta.
A település római katolikus plébániája már 1332-ben is fennállt, templomáról az 1332-1337 évi pápai tizedjegyzékek szintén megemlékeztek.
1548-ban Pelinyi Bálint és Bakoczay Ferenc voltak a település birtokosai.
1562-1563-ban a török hódoltsághoz tartozott, 31 adóköteles házzal, a szécsényi szandzsákban, 1585-1586-ban pedig Mohamed bin Ali hűbérbirtokai közé tartozott.
1598-ban Szentmariay György birtoka volt.
1709-1711 között nagy pestis járvány következtében majdnem az egész lakosság elpusztult, még 1715-ben is csak három magyar és három tót háztartást találtak itt, 1720-ban pedig már 10 magyar háztartással szerepelt.
A 18. században több földesura is volt: 1705-ben Feja János, 1755-ben Vattay Sándor és János, 1770-ben, az úrbéri rendezés alkalmával, Kubinyi Gáspár, idős és ifjú Darvas Ferenc és Vattay Pál, 1789-ben Kubinyi Gáspár, Puky Ferencz és Vattay Antal, 1826-ban báró Hellenbach József özvegye, továbbá Darvas Antal és Kun Lajos, később pedig 1848-ig a gróf Steinlein család, majd a 20. század elején gróf Wilczek Frigyes volt a helység legnagyobb birtokosa, az övé volt a gróf Chorinsky Igó által a múlt század nyolcvanas éveiben építtetett úrilak is.
Az 1831, 1848 és 1873 években nagy kolerajárvány pusztított a településen.

## Közélete

### Polgármesterei
- 1990–1994: Kiss István (független)[4]
- 1994–1998: Kiss István (független)[5]
- 1998–2002: Csóri Péter (független)[6]
- 2002–2006: Csóri Péter (független)[7]
- 2006–2007: Csóri Péter (független)[8]
- 2007–2010: Csóriné Botyánszki Ágnes (független)[9]
- 2010–2014: Csóriné Botyánszki Ágnes (független)[10]
- 2014–2019: Csóriné Botyánszki Ágnes (független)[11]
- 2019–2024: Csóriné Botyánszki Ágnes (független)[12]
- 2024– : Csóriné Botyánszki Ágnes (független)[1]

A településen 2007. december 9-én időközi polgármester-választást tartottak, az előző polgármester halála miatt.

## Népesség
A település népességének változása:
| Lakosok száma | 1238 | 1233 | 1212 | 1135 | 1134 | 1119 | 1135 |
|               | 2013 | 2014 | 2015 | 2021 | 2022 | 2023 | 2024 |

2001-ben a település lakosságának 91%-a magyar, 9%-a cigány nemzetiségűnek vallotta magát.
A 2011-es népszámlálás során a lakosok 94,7%-a magyarnak, 29,3% cigánynak, 0,2% németnek mondta magát (5,3% nem nyilatkozott; a kettős identitások miatt a végösszeg nagyobb lehet 100%-nál). A vallási megoszlás a következő volt: római katolikus 79,8%, református 0,7%, evangélikus 0,5%, felekezeten kívüli 7,8% (8,4% nem nyilatkozott).
2022-ben a lakosság 93,8%-a vallotta magát magyarnak, 23% cigánynak, 0,3% szlováknak, 0,1-0,1% ukránnak, örménynek és lengyelnek, 0,4% egyéb, nem hazai nemzetiségűnek (6,1% nem nyilatkozott; a kettős identitások miatt a végösszeg nagyobb lehet 100%-nál). Vallásuk szerint 55% volt római katolikus, 0,5% református, 0,3% evangélikus, 0,1% görög katolikus, 3,4% egyéb keresztény, 1,7% egyéb katolikus, 5,1% felekezeten kívüli (34% nem válaszolt).

## Nevezetességek
- Római katolikus temploma - 1705-ben épült a török hódoltság alatt elpusztult templom helyett. 1901-ben állították helyre.

## Híres endrefalviak
- Itt született 1950-ben Serfőző András jogász, országgyűlési képviselő (MSZP)
- Itt született Radics Georgina "Gigi", a 2012-es Megasztár 6 tehetségkutató verseny győztese.